# Aspidura copei
Aspidura copei är en ormart som beskrevs av Günther 1864. Aspidura copei ingår i släktet Aspidura och familjen snokar. IUCN kategoriserar arten globalt som otillräckligt studerad.
Artens utbredningsområde är Sri Lanka. Inga underarter finns listade.
Ormen vistas i regioner som ligger 1200 till 1500 meter över havet. Habitatet utgörs av skogar. Kanske kan den anpassa sig till jordbruksmark. Individerna är nattaktiva och gräver i det översta jordlagret.